# O Cafona
O Cafona è una telenovela brasiliana in 183 episodi, prodotta da Rede Globo, che l'ha mandata in onda per la prima volta dal 24 marzo 1971 al 20 ottobre dello stesso anno.
Ideata e scritta da Bráulio Pedroso, è diretta da Daniel Filho e Walter Campos. Il cast comprende, tra gli altri, Francisco Cuoco, Marília Pêra, Tonia Carrero.
O Cafona è stata la prima telenovela brasiliana caratterizzata dall'inserimento di musiche straniere oltre che nazionali, e anche la prima di cui l'etichetta Som Livre ha pubblicato appunto la colonna sonora . Marília Pêra canta il pezzo Shirley Sexy, che è anche il soprannome del personaggio da lei interpretato; tra le altre canzoni brasiliane è presente anche quella che dà il titolo alla telenovela, eseguita da Marcos Valle.
La telenovela non è mai stata esportata.

## Trama
O Cafona ruota attorno a quattro personaggi, che vivono a Rio de Janeiro o nei suoi dintorni. Gilberto Athayde, un uomo di umili origini, ha fatto fortuna trasformando il suo primo negozio in una catena di supermercati. Poi c'è Fred da Silva Barros, che da anni si propone di completare la costruzione dell'hotel Bela Vista, il suo più grande investimento; ma a causa di ciò ha consumato quasi tutta la sua fortuna, e dunque adesso cerca di spingere sua figlia Malu tra le braccia di Gilberto. Beatriz è invece una donna dell'alta società che dopo essersi separata dall'industriale Gastão Monteiro intende posare ancora per le copertine delle riviste. E infine c'è Shirley Sexy, la simpatica e ingenua segretaria di Gilberto, la quale vive in una comunità hippie a Santa Tereza, insieme a Cacá (figlio di Monteiro e della sua prima moglie), Rogério, Julinho, Lúcia e Profeta, il guru delle spiagge di Rio.